# 鈴木香純
鈴木 香純（すずき かすみ、英語:Kasumi Suzuki）は、埼玉県日高市在住の香胡園（かごえん）の農業者である。
主に自然栽培での金ごま、小麦の栽培を実施している。

## 出演
TV・ラジオ出演
- 【テレビ東京】種からまくTV（2022年10月23日(日)）
- 【テレビ朝日】報道ステーション（2022年10月20日）
- 【日本テレビ】満天☆青空レストラン（2022年9月17日（土））
- 【テレビ朝日】報道ステーション（2022年8月19日）
- 【テレビ朝日】全力応援News（2022年7月19日）
- 【日本テレビ】シューイチ!まじっすか☆（2020/10/18）
- 【日本テレビ】ヒルナンデス・企画コーナー　一体何者？（2020/10/7）
- 【テレビ朝日】ごはんジャパン（2020/7/4）
- 【FMひがしくるめ】『鈴木実穂のonlyわん！』（2020/2/1）
- 【NHK-Eテレ】ゴー！ゴー！キッチン戦隊クックルン
- 【テレビ朝日】「ごはんジャパン」 2019年09月28日「国産ゴマ」、『未来の匠が作る希少な国産ゴマ』
- 【テレビ朝日】「食の音色」
- 『太陽の香り、インゲンの胡麻和え』（2018/10/14）
- 【NHKラジオ】マイあさラジオ/全国食べ物うまいも（2018年9月15日(土))

本・雑誌・新聞
- 全国農業新聞（2022年7月11日）
- 家庭菜園誌「野菜だより」2022年7月号
- 【読売新聞オンライン】ネクストブレイク（2022/02/28）
- 【埼玉県公式】活躍する埼玉青年農業者特集２ > 活躍する埼玉青年農業者（鈴木香純さん（日高市））（2022年6月21日）
- 東京新聞（2022年1月31日)
- 【日高市公式】広報ひだか ひだかの魅力再発見 令和4年度 9月号
- 日高市30周年　市勢要覧　「日高日和」
- 毎日新聞(埼玉県版)（2021/8/17）
- 全国農業新聞（2022年7月8日）
- 【列島最前線】ゴマ栽培に挑戦　7年で成果着々　埼玉・日高市　香胡園・鈴木香純さん
- パルシステム「乾物屋さん」2020年1月号注文カタログ表紙
- 月刊誌｢dancyu｣（2018/10/6）
- 『 自然栽培 』vol.15 『あなたも、地球も「菌」でできているよね。』

講演、イベント
- 映画【食の安全を守る人々＋印鑰 智哉先生の講演会】(2023/2/24(日))
- 西武鉄道主催　西武グリーンマルシェ出展　3月26日（土）
- 第20回オンライン食育部～食べて生きる力を強くする ごまの秘密～（2020/11/28）
- あなたが国産ゴマを食べるべき7つの理由（2020年1月31日（金））
- ～生産者・鈴木香純さんと一緒に楽しむ《だしの和食》居酒屋ｄａｙ
- 「自然栽培フェア2019」（2019/10/26(土)、27(日)）
- 『たねと私の旅』上映会＆お話会（2019/7/6）
- 八百屋前マルシェ（2019/3/16）
- 無施肥無農薬栽培農産展　出品（2018/11/18）
- めぐるいのち　柿内未央　写真展（2018/9/8（土）-2018/9/25（火）、2018/11/3(土)-2018/11/8(木)）
- 【八芳園の大人の食育セミナー 食べて学べる vol.23】（2018年7月19日）
- つきいちマルシェ（2017年12月3日）